# روبرت إل. ثورنتون
روبرت إل. ثورنتون (بالإنجليزية: Robert L. Thornton)‏ هو مصرفي وسياسي أمريكي، ولد في 10 أغسطس 1880 في هيكو في الولايات المتحدة، وتوفي في 15 فبراير 1964 في دالاس في الولايات المتحدة.